# District de Kurokawa
Pour les articles homonymes, voir Kurokawa (homonymie).
Le district de Kurokawa (黒川郡, Kurokawa-gun) est un district de la préfecture de Miyagi, au Japon.

## Géographie

### Démographie
Au 1er décembre 2014, sa population était estimée à 92 712 habitants répartis sur une superficie de 416,93 km2.

### Divisions administratives
Le district de Kurokawa est composé de trois bourgs et un village :
- Ōsato ;
- Taiwa ;
- Tomiya ;
- Ōhira (village).